# Chiesa di San Pietro in Gessate
La chiesa di San Pietro in Gessate è un luogo di culto cattolico di Milano. Situata in corso di Porta Vittoria, di fronte al Palazzo di Giustizia, non lontana da piazza Fontana, la chiesa risale al XV secolo ed è un bell'esempio di architettura del Quattrocento lombardo.

## Storia

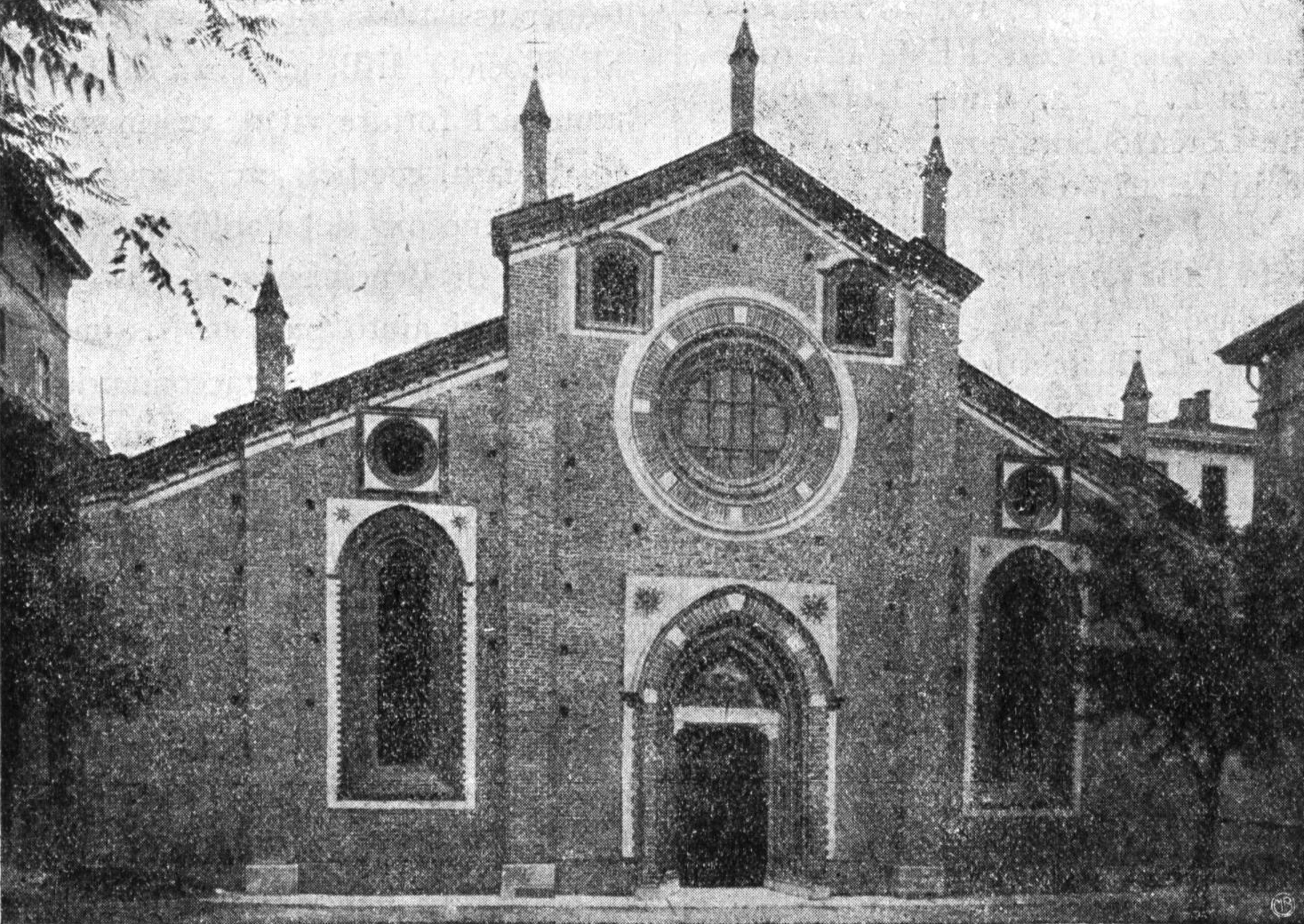
Facciata con portale in stile lombardo a seguito del restauro del 1912 dell'architetto Diego Brioschi

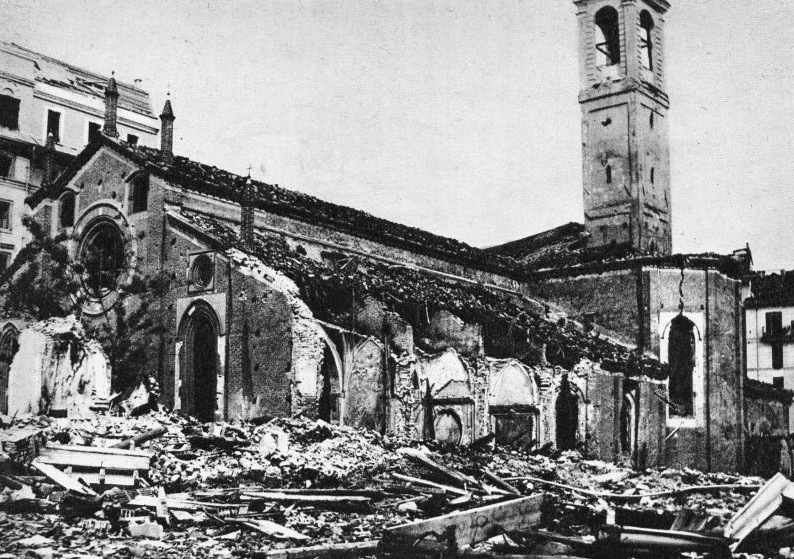
La chiesa dopo i bombardamenti del 1943

Le prime testimonianze pervenuteci della chiesa risalgono al XIII secolo, quando viene nominata una chiesa dedicata ai santi Pietro e Paolo “in Glaxiate”, officiata dagli umiliati. La chiesa attuale fu invece edificata attorno agli anni '60 del Quattrocento, su impulso dei fratelli Portinari, titolari della filiale milanese del Banco Mediceo, che finanziano anche la celebre cappella in Sant'Eustorgio che prenderà il loro nome, tra i massimi capolavori del rinascimento a Milano. Il progetto della chiesa, del quale non abbiamo notizie certe, è concordemente attribuito a Guiniforte Solari, che negli stessi anni dirigeva i cantieri dell'Ospedale Maggiore e di Santa Maria delle Grazie.  Notevoli sono le somiglianze con quest'ultima: analogo l'impianto architettonico, e l'interno a tre navate divise da arcate ogivali sostenute da colonne in granito, coperte da volte a crociera.
Successive trasformazioni vennero fatte nel cinquecento, quando fu realizzato l'allungamento dell'abside, e nel seicento furono aggiunte decorazioni barocche, poi rimosse. Ulteriori restauri avvennero tra la fine dell'Ottocento e i primi del Novecento. Notevoli i danni subiti durante i bombardamenti del 1943 che devastarono il centro di Milano. In particolare furono distrutte o gravemente danneggiate tutte le cappelle della navata destra, e l'attiguo convento. Quest'ultimo era stato chiuso in seguito alla soppressione degli ordini monastici voluta da Maria Teresa d'Austria a partire dal 1770, ed era divenuto sede dell'orfanotrofio maschile della città (detto dei Martinitt). Dal 1945 ospita il Liceo Nazionale delle Scienze Leonardo da Vinci, ristrutturato nel 1954 da Ernesto Rapisardi mantenendo lo storico chiostro.

## Descrizione

### Architettura

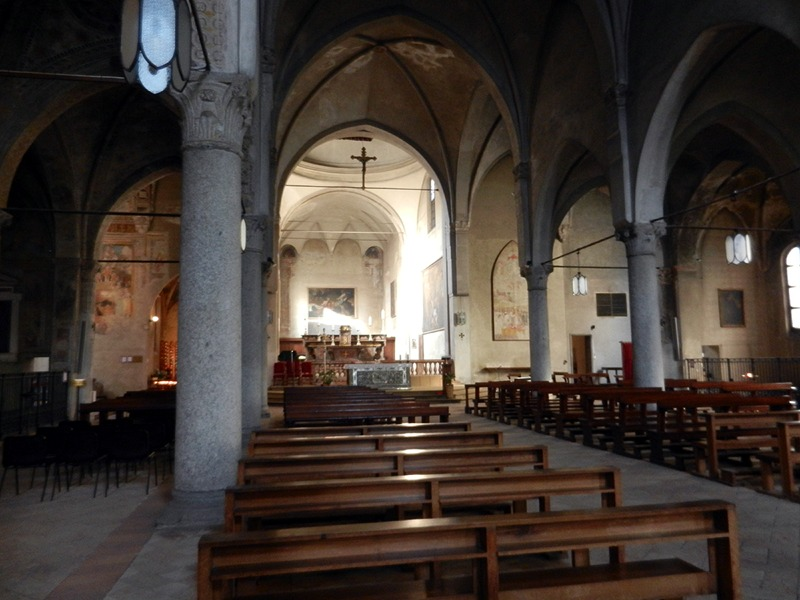
Interno della chiesa

L'architettura si deve a Guiniforte Solari o al figlio Pietro Antonio, ed è articolata in tre navate con campate a pianta quadrata coperte da volte a crociera ogivali, affiancate da due file di cappelle a terminazione poligonale. Il chiostro presenta colonne con capitelli dell'ordine dorico, del tipo non classico, simili a quelli posti nella facciata del palazzo Landriani e nei fianchi della chiesa di Santa Maria presso San Celso ove è attestata la consulenza dell'Amadeo.
I sostegni delle navate, al posto dei pilastri a fascio della tradizione gotica, sono costituiti da colonne corinzie in granito, unica concessione agli stilemi dell'umanesimo fiorentino e all'architettura di Filippo Brunelleschi mediati attraverso l'influsso del Filarete sul giovane Amadeo.

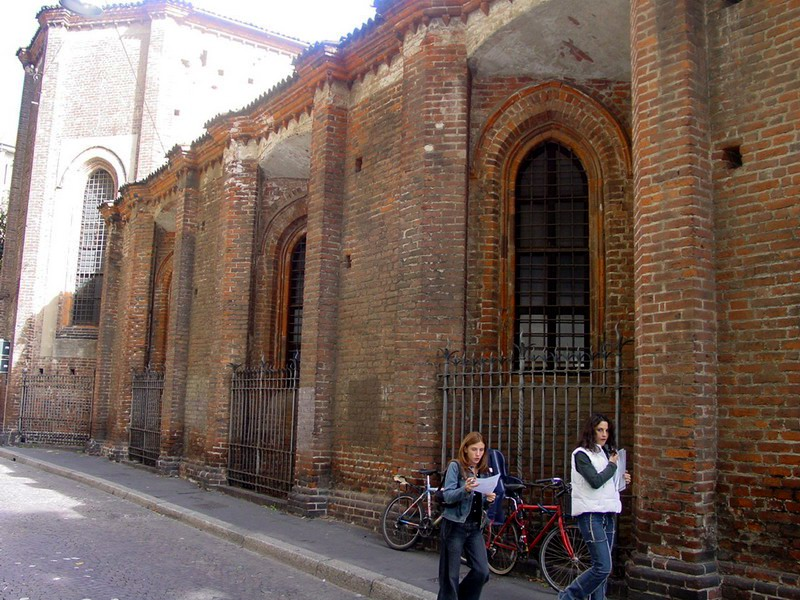
Fianco sinistro

La facciata, come si presenta attualmente, mostra le caratteristiche tipiche della facciata a capanna, con decorazioni in cotto, caratteristica del rinascimento lombardo. L'aspetto attuale deriva dall'ultimo restauro concluso nel 1912 da Diego Brioschi. È suddivisa da contrafforti in cinque settori,  sui quali si aprono oculi e monofore a ogiva. L'unico elemento del periodo barocco a non essere stato asportato durante il restauro è il portale centrale in pietra, risalente all'inizio del XVIII secolo.

### Decorazione pittorica
San Pietro in Gessate riunisce anche una serie di importanti opere pittoriche del rinascimento lombardo, come alcune cappelle affrescate da Giovanni Donato Montorfano e soprattutto la cappella Grifi, decorata con le spettacolari Storie di Sant'Ambrogio da Bernardino Butinone e Bernardo Zenale dopo che il committente aveva invano contattato il bresciano Vincenzo Foppa.
Per la medesima chiesa Vincenzo Foppa aveva realizzato nei primi anni del XVI secolo una bellissima Deposizione, acquistata poi dal Kaiser Friedrich Museum di Berlino e andata distrutta con la seconda guerra mondiale.
Risale invece al 1514 un bell'affresco strappato di Ambrogio Bergognone con il Funerale di San Martino, che però attualmente versa in precarie condizioni conservative, attualmente nel transetto. Il dipinto ritrae la miracolosa apparizione di Sant'Ambrogio, "assentatosi" mentre diceva messa, al capezzale di San Martino di Tours.

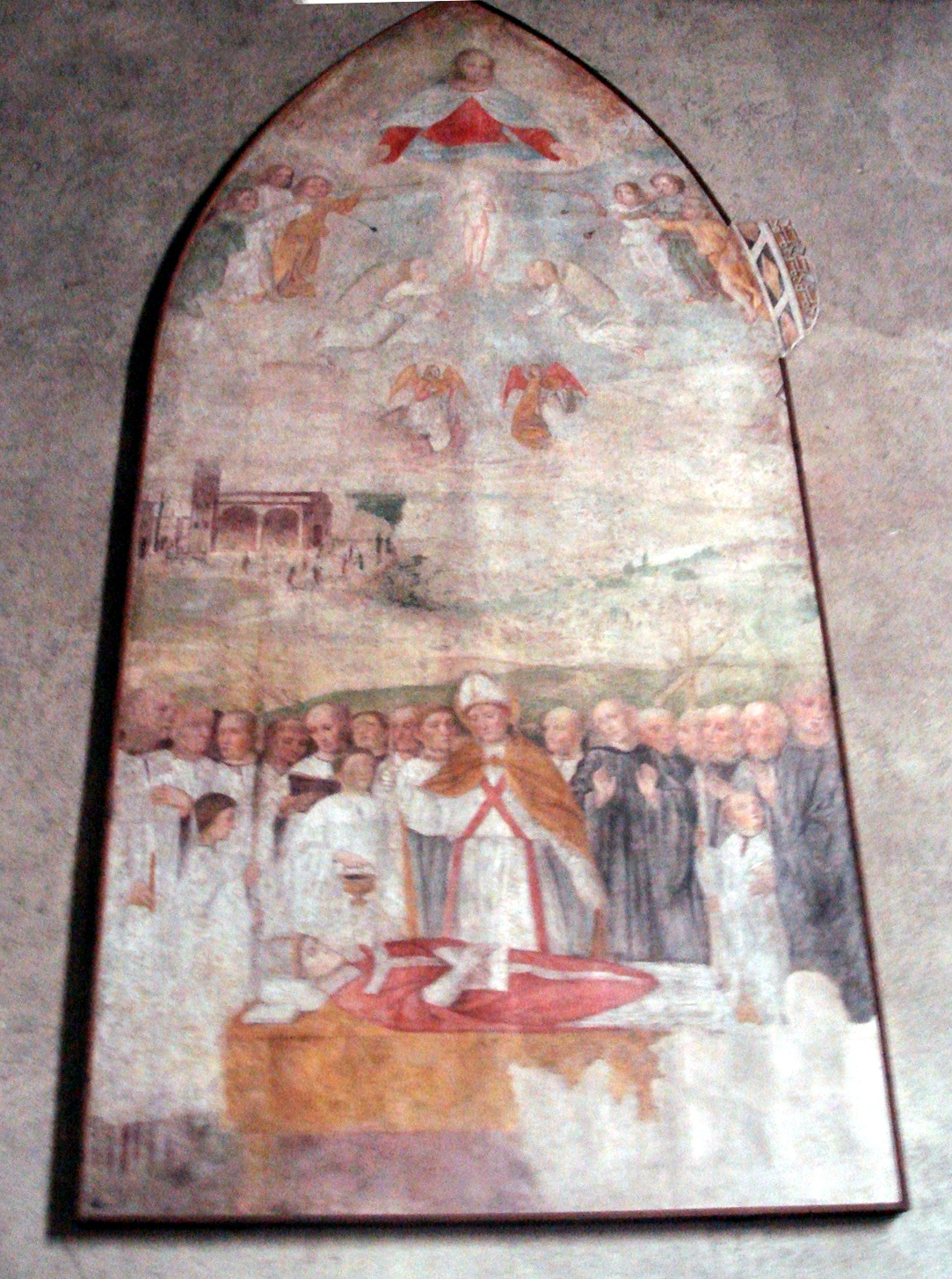
Bergognone (attr.), I funerali di San Martino, transetto destro

#### La Cappella della Vergine
Seconda cappella della navata sinistra, è detta della Vergine a motivo del ciclo di affreschi che la decora. Gli affreschi furono commissionati dal canonico Leonardo Della Serrata, nel 1486. La paternità del ciclo è ancora dibattuta dagli studiosi. Le opere oggi visibili sono: alla parete destra, Sposalizio della Vergine; di fronte, Transito della Vergine; nella lunetta sovrastante, Cristo tra Angeli e i Santi Pietro e Paolo; sulla parete centrale, nella lunetta, Annunciazione; al di sotto, frammenti di un'Adorazione dei Magi; nel sottarco, Santi; sulla volta, Sante. Queste ultime raffigurazioni sono attribuite ad Agostino De' Mottis.

#### La Cappella di Sant'Antonio Abate, o Cappella Obiano
La terza cappella dalla navata sinistra è dedicata a Sant'Antonio Abate, protagonista degli affreschi che la decorano. È detta anche Cappella Obiano dal nome del committente che ne commissionò la decorazione alla metà del Quattrocento, e che vi fu sepolto nel 1464.
L'intera decorazione della cappella è giunta fino a noi senza sostanziali trasformazioni da quando fu ultimata alla fine del XV secolo. È costituita da una decorazione a fresco che copre interamente le pareti e la volta, e da una pala d'altare su tela che simula la struttura di un polittico, interamente dovuta a Donato Montorfano. Essa fu finanziata da Mariotto Obiano da Perugia, amico del Duca Francesco Sforza, e da sua moglie Antonia Michelotti, che si possono vedere raffigurati all'interno della pala d'altare, nelle due nicchie al primo livello, inginocchiati in adorazione della Vergine, Mariotto Obiano a sinistra con San Benedetto, la moglie a destra col di lei omonimo Sant'Antonio.
Al centro della pala è rappresentata la Vergine in trono, e al di sopra una Pietà fra i santi Rocco e Sebastiano. La presenza dei due santi invocati contro le pestilenze è probabilmente dovuta all'epidemia scoppiata nel 1485, negli anni in cui la cappella veniva decorata. Tutti i personaggi sono ospitati all'interno di una loggia di architettura rinascimentale, aperta su un paesaggio campestre che si intravede sullo sfondo.
Sulle pareti laterali le pitture fingono aperture su un paesaggio che ospita episodi della vita del Santo. In ciascuno dei due riquadri sono raffigurati diversi episodi della vita contemporaneamente, sullo sfondo di un aspro paesaggio roccioso, popolato da castelli e città immaginarie, che ricorrono anche nell'opera più celebre del Montorfano, la Crocefissione dipinta nel refettorio di Santa Maria delle Grazie di fronte al cenacolo leonardesco. Nelle lunette sovrastanti e negli oculi che ornano la volta della cappella sono rappresentati santi benedettini e angeli, sullo sfondo di un cielo azzurro punteggiato di nuvole.
Complessivamente la decorazione è datata dai critici attorno al 1485, in base alle corrispondenze stilistiche con le opere coeve di Vincenzo Foppa, Ambrogio Bergognone e Bernardino Butinone che ne costituiscono i principali modelli.

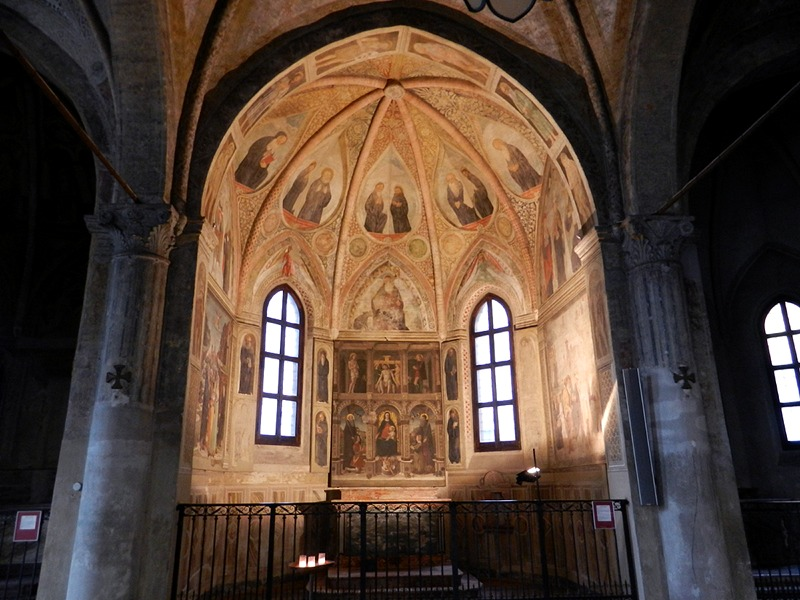
Cappella Obiano, veduta d'insieme
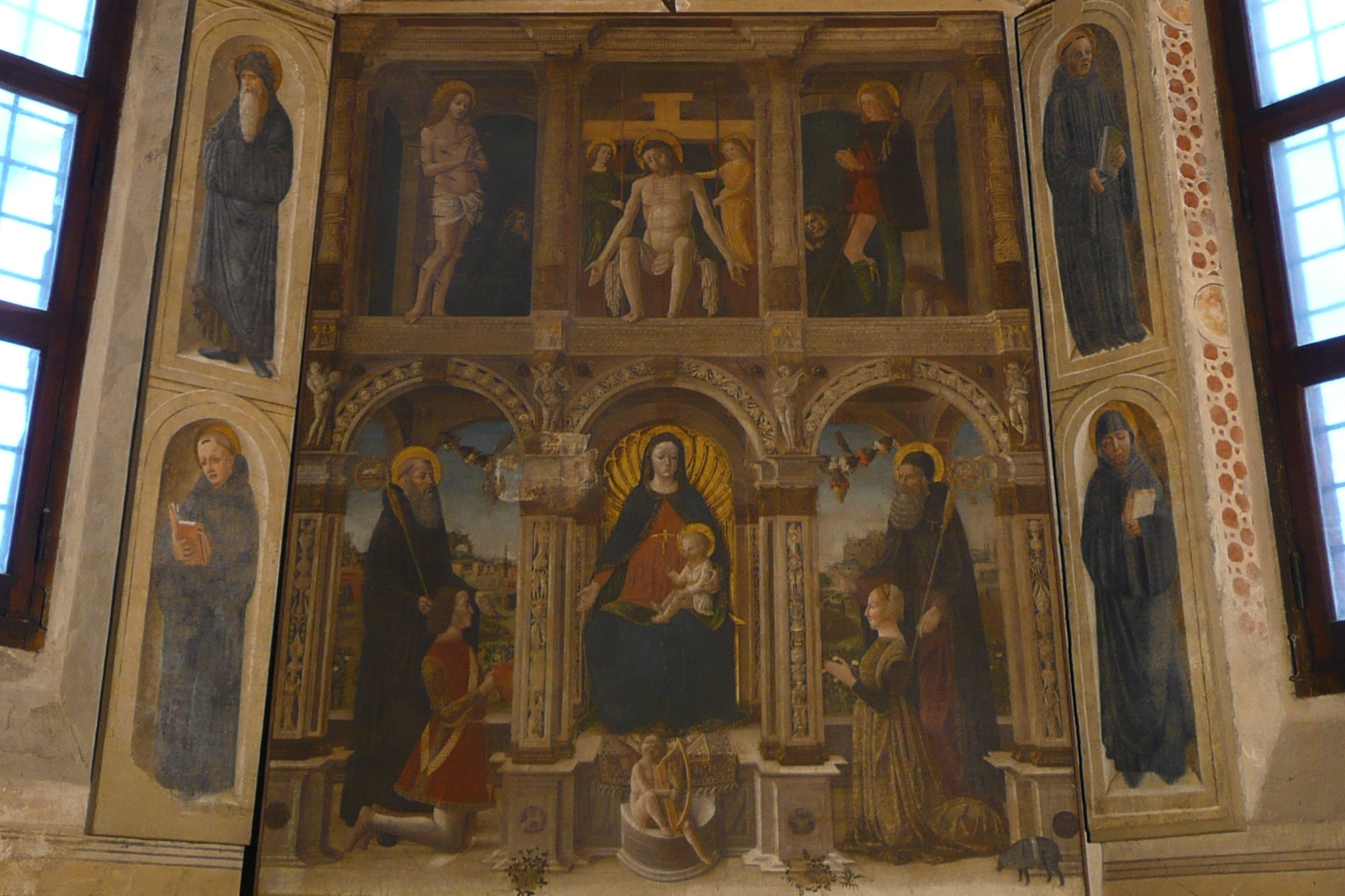
Donato Montorfano, Pala d'altare, Cappella Obiano
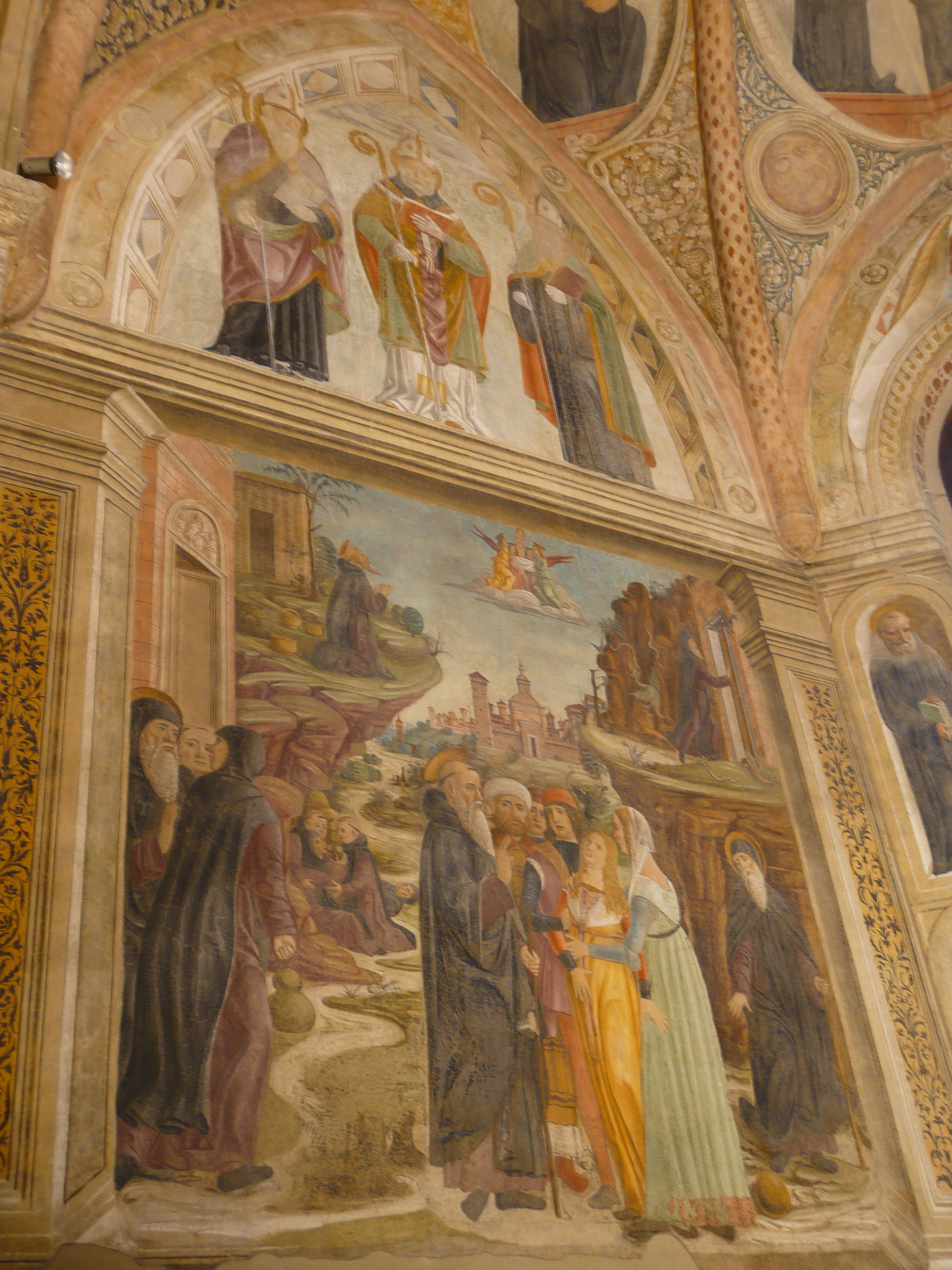
Donato Montorfano, affreschi, Cappella Obiano

#### La cappella di Sant'Ambrogio, o cappella Grifi
La cappella è costituita dal braccio sinistro del transetto della chiesa. Gli affreschi che la ricoprono, in cattivo stato di conservazione, costituiscono uno dei più importanti cicli della pittura lombarda del Quattrocento.
La decorazione fu commissionata da Ambrogio Grifi, protonotario apostolico, consigliere e medico della corte ducale di Ludovico il Moro, che la scelse come propria sepoltura. La commissione fu affidata inizialmente a Vincenzo Foppa, ma a seguito della sua inadempienza fu assegnata ai trevigliesi Bernardino Butinone e Bernardino Zenale, che avevano già lavorato insieme al polittico di Treviglio e ai perduti affreschi della sala della Balla nel castello sforzesco.
La decorazione della volta ha il suo fulcro nella chiave della volta sulla quale è raffigurato il volto di Cristo, contorniato da una raggiera di cherubini rossi, e più sotto da una cerchia di angeli oranti e musicanti. Sulle pareti sono rappresentati riquadri costituiti da architetture rinascimentali all'interno dei quali si aprono paesaggi con vari episodi della vita del santo.
Sulla parete centrale è rappresentata l'apparizione di sant'Ambrogio nella battaglia di Parabiago del 1339. Nella lunetta in alto è appunto visibile il santo a cavallo, che agita la frusta, che secondo la leggenda sarebbe apparso miracolosamente alle truppe di Azzone Visconti per dar loro coraggio durante la battaglia.  Il riquadro sottostante, che doveva rappresentare probabilmente gli eserciti durante lo scontro, è andato perduto.
I riquadri di destra e di sinistra rappresentano ciascuno, su di un unico paesaggio, diversi episodi della vita del santo su vari livelli, distribuiti a partire dal primo piano fino allo sfondo. Sul riquadro di sinistra è visibile in primo piano il santo che amministra il battesimo ad un fedele inginocchiato, mentre sullo sfondo si può vedere ancora sant'Ambrogio che, sulla soglia di una chiesa di forme rinascimentali, impedisce all'imperatore Teodosio di entrare, a causa dei crimini di cui si era macchiato. Nel riquadro della parete di destra è rappresentato in primo piano sant'Ambrogio assiso in cattedra nella veste di giudice che condanna un eretico trattenuto dal carceriere. Nella lunetta in alto, si può vedere lo stesso eretico bendato e appeso alla corda, con a fianco una scimmia, allegoria dell'eresia.
Nella stessa cappella si può ammirare l'impressionante realismo della statua tombale con la rappresentazione scultorea del cadavere di Ambrogio Grifi committente degli affreschi. La tomba è opera di Benedetto Briosco, seguace dell'Amadeo.

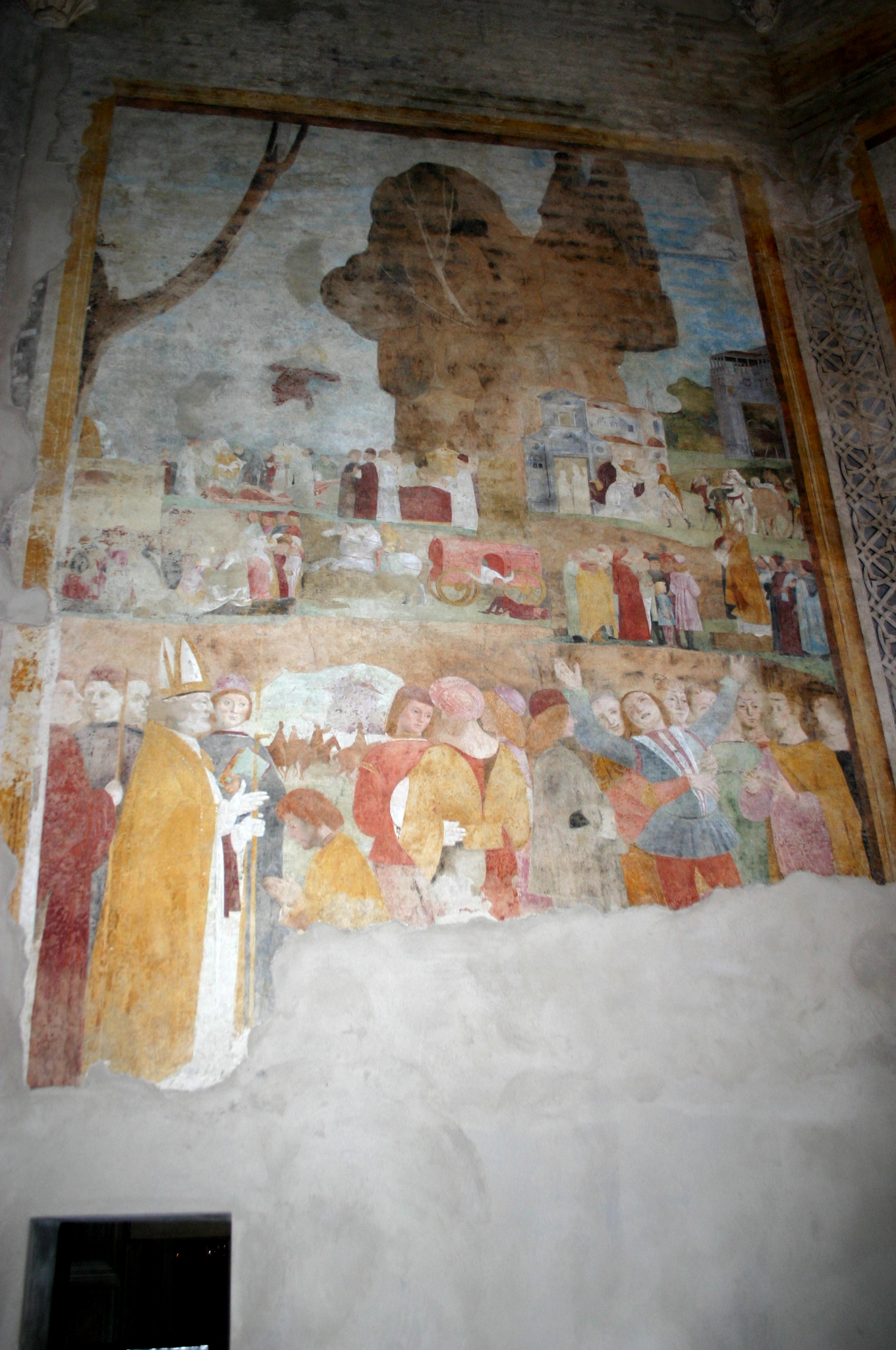
Butinone e Zenale, Storie di Sant'Ambrogio, cappella Grifi
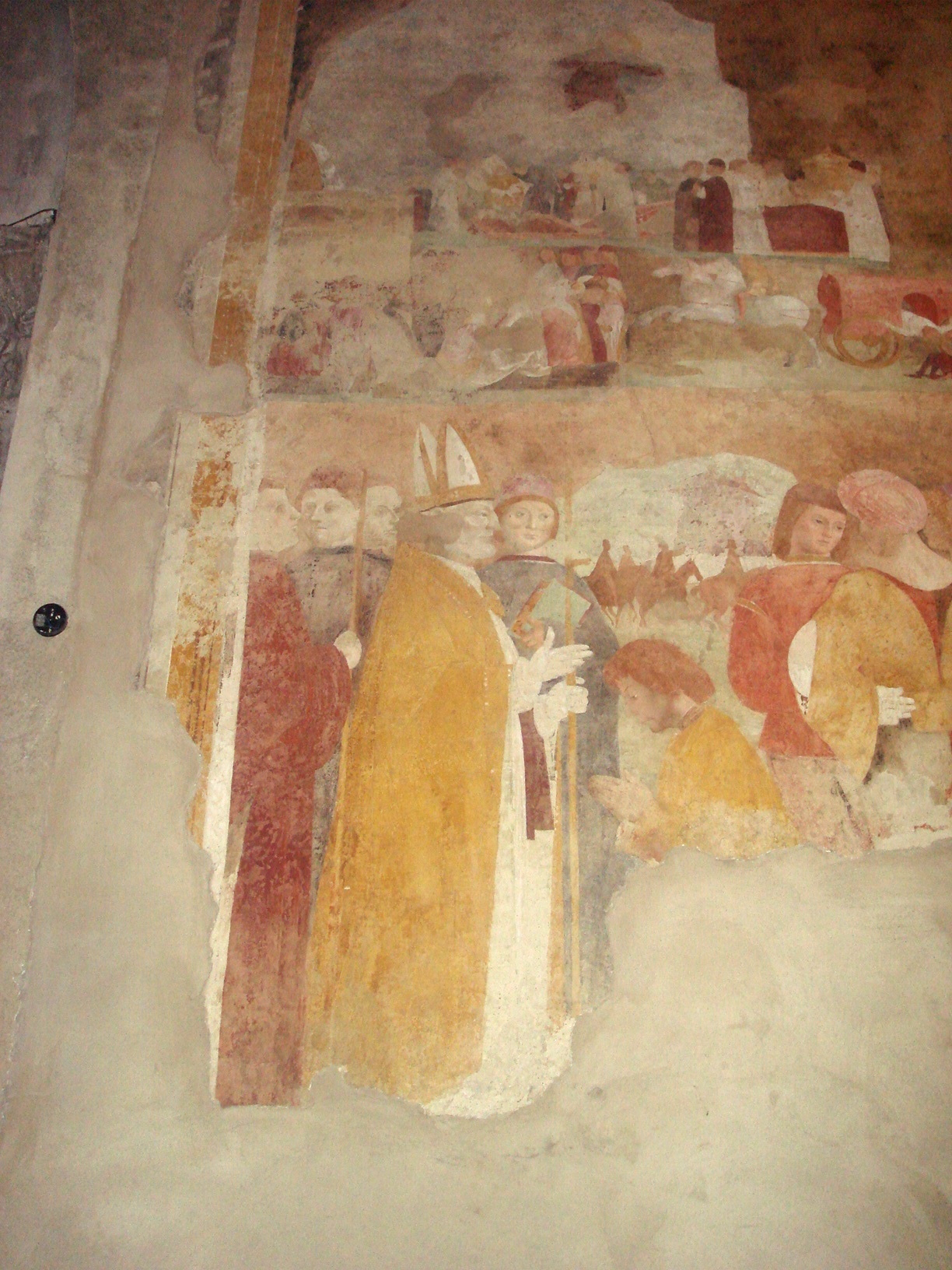
Butinone e Zenale, Storie di Sant'Ambrogio, cappella Grifi
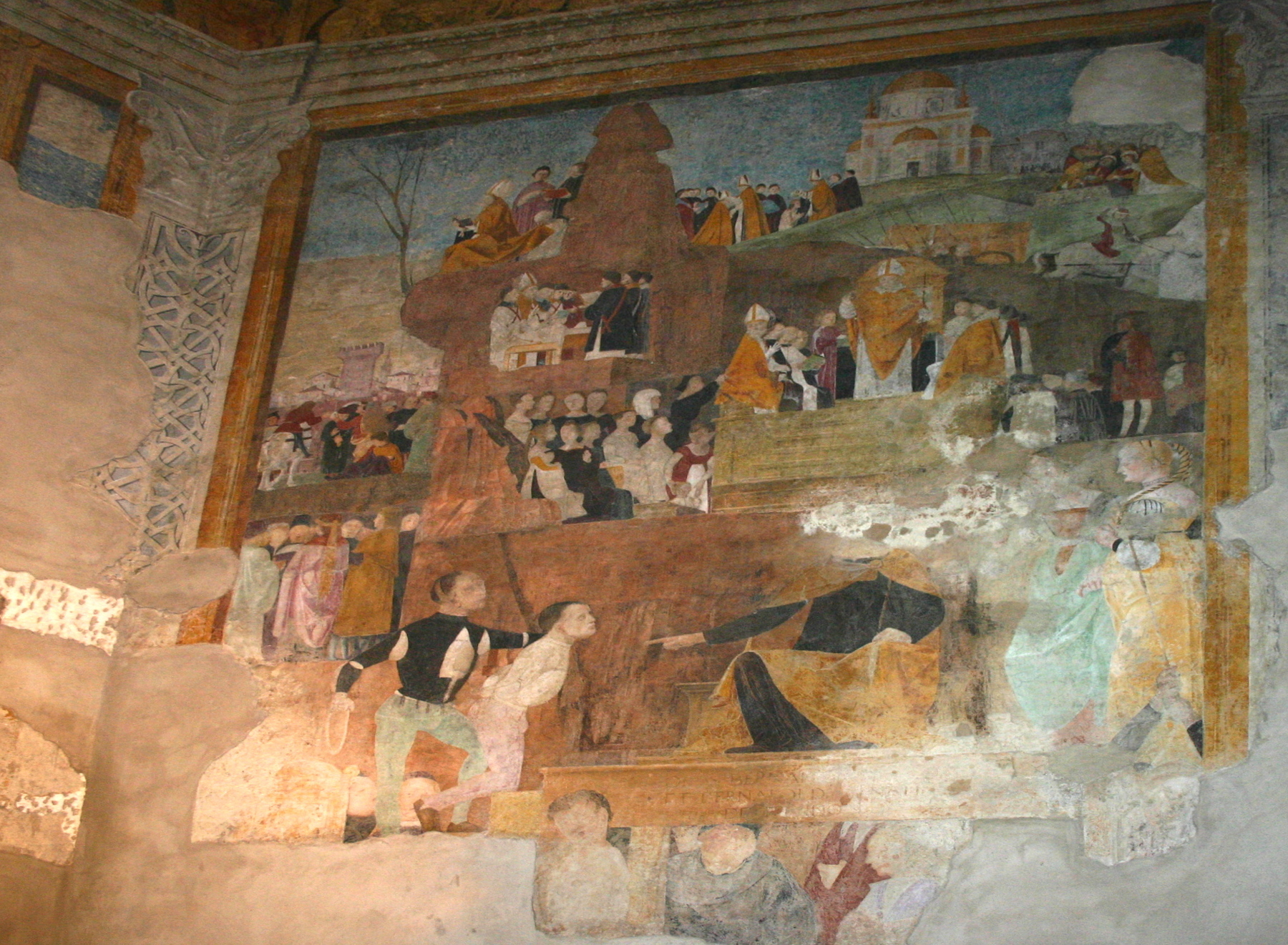
Butinone e Zenale, Sant'Ambrogio condanna un eretico, cappella Grifi
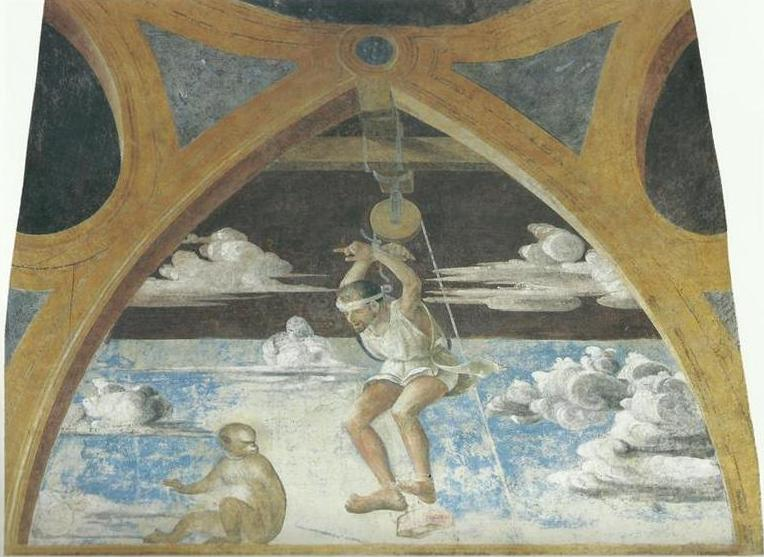
Butinone e Zenale, Sant'Ambrogio condanna un eretico, cappella Grifi
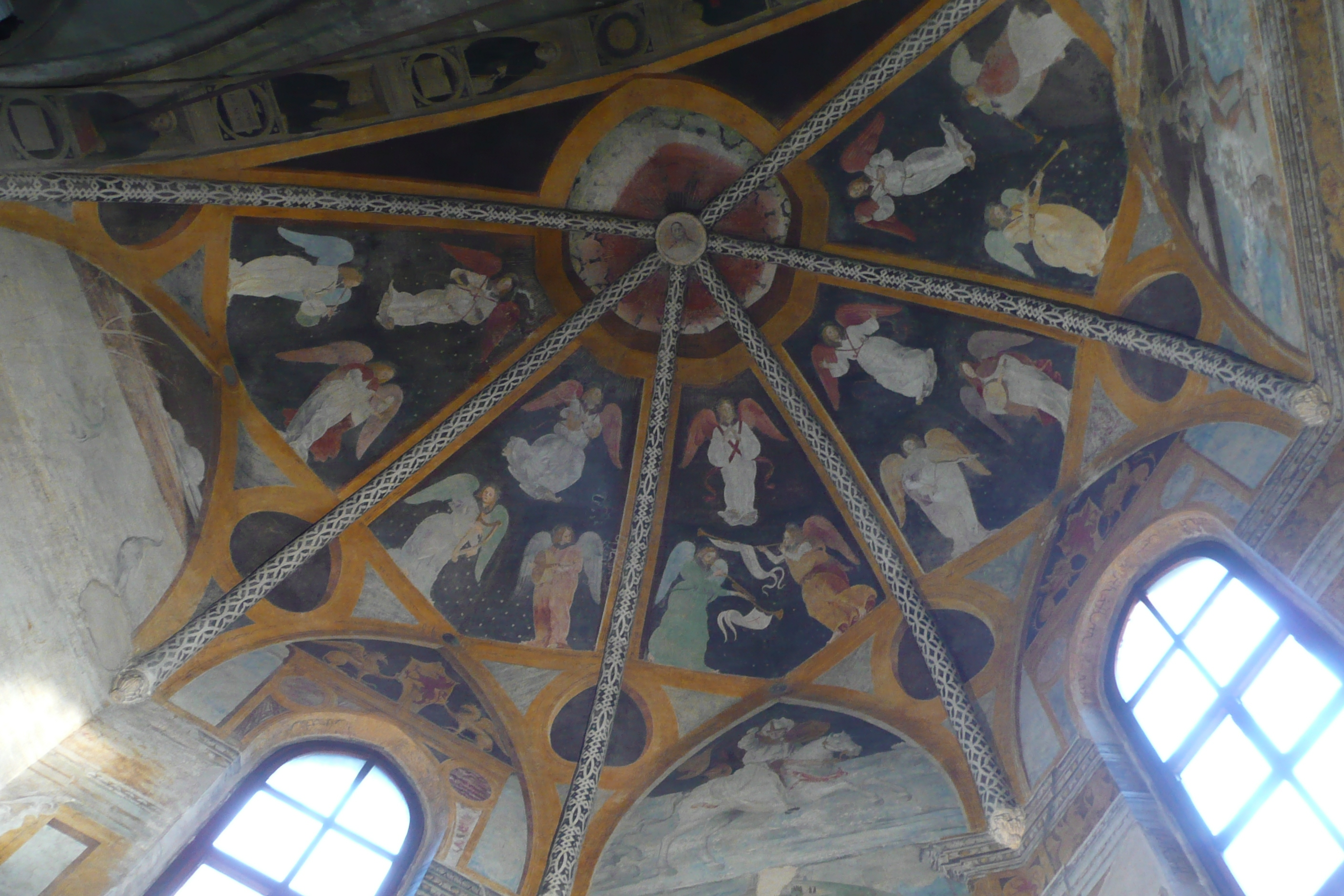
Butinone e Zenale, Affresco sulla volta della Cappella Grifi
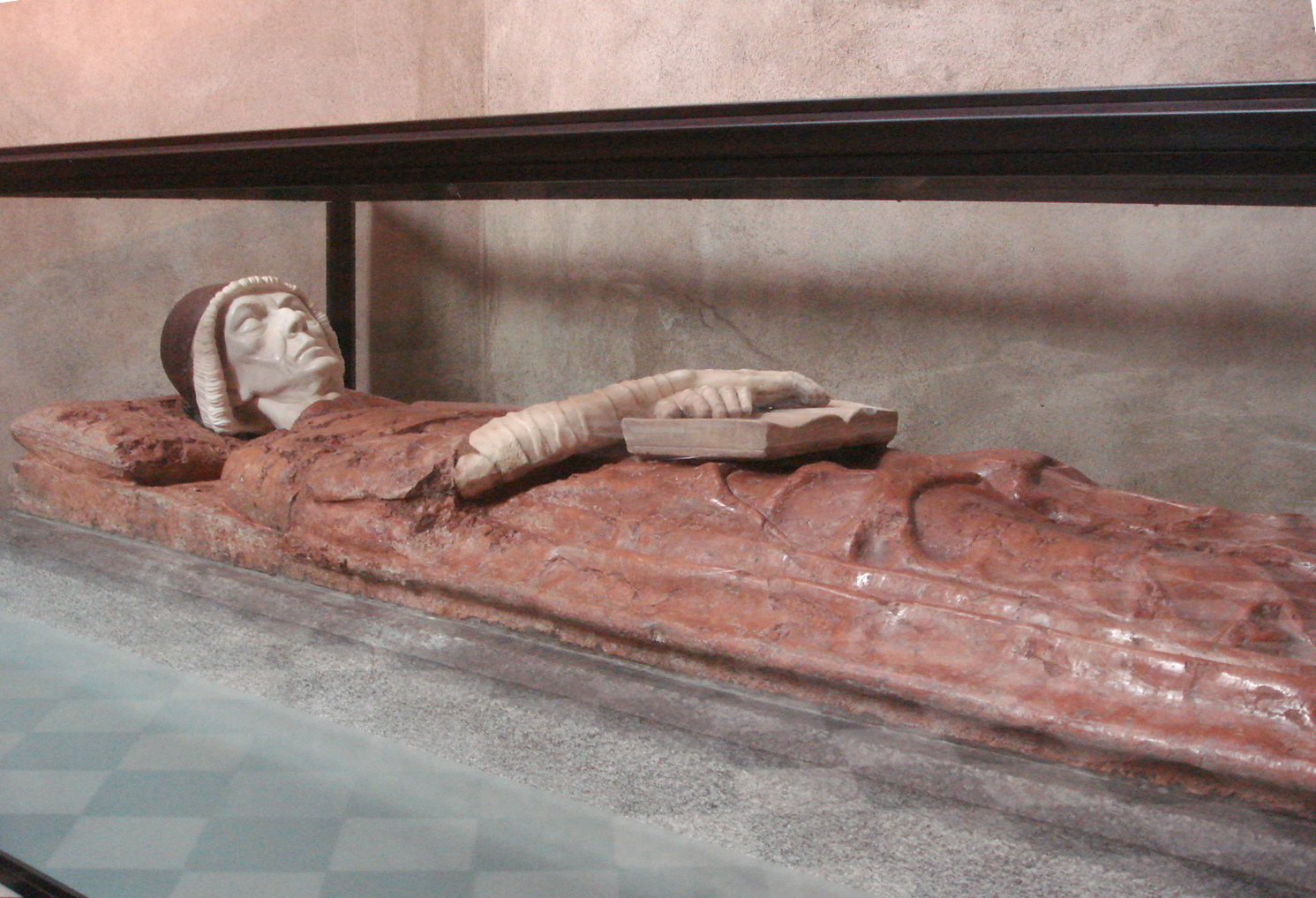
Benedetto Briosco, Tomba di Ambrogio Grifi (+ 1493), nella Cappella Grifi

### Organo a canne
Nell'abside, alle spalle degli stalli lignei del coro, si trova l'organo a canne, costruito nel 1956 dalla ditta organaria milanese Balbiani-Vegezzi Bossi.
Lo strumento è a trasmissione elettrica, con mostra ceciliana composta da canne di principale disposte a palizzata e consolle mobile indipendente nel presbiterio, lungo la parete di sinistra, avente due tastiere di 61 note ciascuna e pedaliera concavo-radiale di 32.